# زيك ولوثر
```
زيك ولوثر
 مسلسل سيتكوم الأمريكية من  
ديزني إكس دي
.تدور قصته  حول اثنين من 
أفضل الأصدقاء
 يضعون  مشاهدهم على الإنترنت على أن يصبحوا أعظم المتزلجين في العالم. قام  بدور البطولة هاتش دانو، آدم هيكس، دانيال كورتيس لي، وريان نيومان. تم تصوير زيكي ولوثر في الجزء الشمالي من 
جيلروي، كاليفورنيا
 
,
 وتحديدا في منطقة خيالية من شرفة المحيط الهادئ، والذي يرد في كثير من الأحيان طوال هذه السلسلة. كما ذكرت جيلروي في بعض الأحيان في مسلسل 
قناة ديزني
 إيفن ستيفن، الذي تم إنشاؤه أيضا من قبل زيكي ولوثر المؤلف المساعد مات ديربورن. حلقة «بروز غو برو» أتيحت للتحميل مجانا على 
اي تيونز
 في بداية يونيو، قبل اسبوعين من العرض التلفزيوني للعرض. عرضت المسلسل لأول مرة في 15 يونيو 2009 في الولايات المتحدة.
```

في 2 أغسطس 2010، تم الإعلان عن أن زيكي ولوثر قد تم تجديدهما لموسم الثالث الذي عرض لأول مرة في 28 فبراير 2011.  في 18 يونيو 2011، في مقابلة مع Deadline.com، أكد مات ديربورن أن الموسم الثالث في المسلسل سيكون الأخير. تم بث الموسم النهائي الذي استمر لمدة ساعة (جزئين) يوم الاثنين، 2 أبريل 2012.

## الشخصيات

الأشخاص زيك ولوثر (من اليسار إلى اليمين)، هاتش دانو، ريان نيومان، دانيال كورتيس لي، وآدم هيكس.

- ايزيكيل (زيك) فالكون[4] (هاتش دانو): ولد زيك في اليابان، كما كشف في حلقة "رئيس سكيت". ولد في 7 أبريل 1996 كما كشفت في "اختي ليست الحارسة" ويعيش في 4920 ايزنهاور محرك، جيلروي. هو الأكثر ذكاء من اثنين، لكنه لا يزال يحصل على علامة C- وحصل فقط على A + مرة واحدة في حلقة، "مجلس في الصف". لكن أكبر نقاط ضعفه هو حبه لأوليفيا ماسترسون، جاره من عبر الشارع، ولكن في وقت لاحق في هذه السلسلة لا يهتم حقا للفتيات كثيرا، ويعتقد أن "الفتاة المثالية" فقط، هيلوح التزلجه، كما يقول في حلقة "سحق مزدوج". وكشف اسمه الأخير ليكون فالكون في حلقة "قائمة برو". هو الأكبر سنا ولكن أقصر واحد من اثنين يجري 6'0 "اعتبارا من منتصف الموسم 2 و 3  جاءت شركة تدعى ريوت سكاتس لترعى مواهب زيك ولوثر
- لوثر جيروم وافلز (آدم هيكس): ولد في دون دونات، كما كشفت في حلقة "رئيس سكيت". ولد في 29 فبراير 1996، كما كشفت في حلقة "لوثر تورنس 4". (على الرغم من أنه لم يسبق له مثيل على سنة كبيسة، كان المقصود في تلك الحلقة، ليوم يجري 29 فبراير 1996) انه أفضل أصدقاء زيك، بطل ستاكينغ شامبيون، وهو متحمس متشوق، وهو لاعب مفرط النشاط. وكان يستخدم أيضا شعر إبط يدعى جوردون. واعتمد على الفئران  للقبض على جونسون، واسمه لاكي. لاكي على حد سواء له الحيوانات الأليفة ولحسن الحظ لديه سحر. لوثر هو أيضا طالب يحصل على علامة C- في الصف ولكن في حلقة "مدرسة الصيف"، لوثر حصل على A + من خلال ملء الدوائر على ورقة الاختبار سكانترون في مثل هذه الطريقة أنه يشبه T- ريكس. وهو أصغر سنا ولكنه أطول يبلغ طوله 6'2 "(185 سم)،  جاءت شركة تدعى ريوت سكاتس لترعى مواهب زيك ولوثر من الموسم الثاني
- كورنيليوس «كوجو» جونزورث (دانيال كورتيس لي): هو تقريبا صديق لزيك ولوثر ولكن أيضا منافسا لسمعة أفضل متزلج في المدينة. في بداية المسلسل كان يكره زيك ولوثر، ويشير إليهما كخاسرين ولكن في وقت لاحق قد  عمل على ذلك. وهو مليء بنفسه لدرجة أن له تقويمه الخاص. و  «داستاردلي سكيت» تقوم برعاية مواهب كوجو. كوجو أيضا يدعو صديقاته «السيدات الإناث». وكشفت في حلقة «الحظ لوك بي ا دودنت تونايت»، أن اسم والدته نانسي. كما انه يعتقد انه المتزلج الأفضل حتى انه أفضل من كل من زيكي ولوثر. عندما يسير شيء جيد بالنسبة له وقال انه عادة ما يقول «احترس!»، ومن ثم يصفع أردافه. وكان كوجو معجب بابن ة عم زيك ميا. ومع ذلك، بقيت ميا فقط في جيلروي لبضعة أيام، وقال انه مؤرخ طويل جدا طويل القامة (بعد ممتعة ومفيدة) نموذج شقراء في حلقة «داريديفيلز». كما كشفت في حلقة «بوجو كوجو»، كوجو هو أيضا من أكبر معجبي توركي جيركي.
- جنجر فالكون   "(ريان نيومان) (مواسم 1-2 الرئيسية؛ الموسم 3 المتكررة): هي شقيقة زيك الصغرى  والعدو الرئيسي من هذه السلسلة. في حلقة "بروز غو برو"، قالت انها تستخدم الأولاد لكسب المال. انها ذكية وتبحث باستمرار عن طرق للتعذيب زيكي، تعرف ان زيك بخصوص أوليفيا انه يحبها والتصديق زيكي ولوثر خارج عندما اختبأ في حلقة "بروز الذهاب برو". لديها أيضا عادة لجعل المواقف مثل موقف الفلافل في الحلقة التجريبية وموقف عصير الليمون في حلقة "بروز غو برو". وتشدد على النظافة الشخصية ونظافة نظيفة وصحية كما رأينا في حلقة "روبو-لوث" انها أيضا فلوتيست إنجاز ويمكن أيضا تعثر كما هو مبين في حلقة "مخيم سكيت".

### الشخصيات الفرعية
- أوزوالد «أوزي» كيبهارت (نيت هارتلي): هو بطل المشي في المنطقة، المتحمس لدعوة الفتيات و الطالب الذي يذاكر كثيرا. كان يكره التزلج ولكن أصبح متزلج بدوام جزئي، في أول رياضة قد مارسها لم يستمر بها ليوم واحد، وأصبح في نهاية المطاف متزلج جيد. وهو  يزعج لوثر. عندما يتزلج على الجليد يرسم ذراعيه كما لو انه يحاول الطيران. وهو نردي جدا، ويرتدي نظارات كبيرة.
- دونالد «دون» دونالدسون (ديفيد أوري): مالك محل دون دوناتس، زبائنه المفضلين هم زيك ولوثر. في حلقة «لوثر ليدز»، دعا لوثر دون دونوثيد لأنه أدرك أخيرا أنه هو الوحيد الذي يعمل في دون دوناتس، وأدرك أيضا أنه دائما موظف  يعمل شهريا في كل شهر (لأنه الوحيد الذي يعمل في دون دوناتس.) ولكن في الموسم الثاني يعيد تشكيل متجره ويستأجر المزيد من العمال. لديه أيضا شقيق توأم، رونالد، الذي كان عمدة جيلروي كما كشفت في حلقة «رئيس سكيت».
- دوروثي جوان «نانا» وافلز (ماريان مولرليل): «نانا» تعيش في شقة مع زوجها كارل. وكثيرا ما تلهم لوثر لأنه لا يريد أن يخيب أمالها، والأولاد غالبا ما يأتون لمساعدتها عندما تكون في ورطة.
- ليزا غروبنر (أبيجيل مافيتي):  صبية، فتاة مهووسة و  غريبة الأطوار التي لديها عداوة الساحقة على زيك. وهي تعيش في بينك دولهاوس في درب والديها وهي متعفنة وبهلوانية. وكان أول ظهور لها في الحلقة «دونات جوكي».
- نائب دينجل (سكوت بيهنر): ضابط الشرطة هائج الذي يلقي القبض دائما على زيكي ولوثر، ولكن رشوة بسيطة من  توركي جيركي كما رأينا في «برو، أين سيارتنا؟» تحل الأمور. على الرغم من أنه ضابط، وهو غبي جدا، ويمكن أيضا أن يكون صارم.
- ريجينالد «بذلة» جونسون (لورانس ماندلي): جار زيك ولوثر الغريب، هورائد الفضاء السابق الذي ينمو عادة ولديه جهاز محاكاة في مرآب له. لقبه هو بذلة لأنه يرتدي بذلة كل يوم. ودعا مرة أخرى لوثر إلى تهديد ولكنه لم يعلق على زيك. ومع ذلك، فمن المرجح أن يحتقر زيك أكثر من لوثر.
- ديل ديفيس (رون فاسلر): مراسل الأخبار التلفزيونية المحلية دائما على الساحة من حدث كبير.
- مونيكا لوبيز (تريستين مايس):  مشجعة و  صديقة كوجو. كما تظهر في حلقة «برو، أين سيارتنا؟» كمرشح جديد لمغيب غيلروي الذي، جنبا إلى جنب مع بريدجيت، تؤخذ إلى الشاطئ من قبل زيكي ولوثر في محاولة لجذب لهم.
- بوشي مك غرودر (ليلي جاكسون) (مواسم 1-2): صديقة جنجر التي يساعدها على مزحة زيك. انها غريبة، يحب التصفيق في أي شيء يقول الزنجبيل أو يفعل، والشعار لها هو «ياي!». انها ترتدي النظارات ودائما مشرق.
- أوليفيا ماسترسون (جولييت هولاند روز) (الموسم 1): سابقا فتاة الزيتون لشركة «لانغلي اوليفيا»، كانت  جارة زيك المجاورة. حاولت تصميم له نظرة متزلج في حلقة «الرأس الخوف» ولكن فقط لأنها تفشل، وذلك أساسا إلى الرأس الكبير الذي أصبح خطرا على السلامة. وتلاحظ أن لديها حقد على زيك. وقالت إنها لا تعرف ما إذا كان يحبها حتى تحبه في حلقة «مغامرة الصبي». وقالت انها مثل الرجال الشجعان.
- غاريت «نتن المصبوب» دلفينو (اندي بيسوا) (مواسم 1-2): المصور المحلي، الصبي الذي يرتدي باستمرار نفس القمصان البيضاء بلا أكمام، والسراويل جان والعلامة التجارية المدلى بها. إنه مصور زيك و لوثر. لديه أكبر حقد على جنجر التي تستخدم زيك كرافعة لدفع ثمن أشرطة الفيديو نتن كاست. وقد أزيل فريقه في حلقة «آلة التراص الأحمر الكبير» التي كان يشعر بالضيق بسبب فقدان علامته التجارية. ثم شرع في محاولة لإصابة نفسه للحصول على الزهر الجديد ونجح، وبالتالي استعادة اسمه.
- كيربي شيدار (ديفيد جور) (المواسم 1-2): يعيش بالقرب من زيكي ولوثر. انه يلعب أيردرومز والترومبون. والدته مفرطة  جدا.
- تشارلي ودوايس بلونك (ريد إوينغ وكريس زيلكا) (كامل المدى والمواسم 1-2، على التوالي): الإخوة الذين هم دائما على استعداد لإعطاء زيك ولوثر وقتا عصيبا، وهم من الوافدين. أنها تأتي من عائلة الحلاقون وأنها تلعب المزح على المراهقين الآخرين عن طريق قطع شعرهم.
- روي وافلز (دافيس كليفلاند) (مواسم 2-3): اخ لوثر الأصغر سنا ونادرا ما ذكر الأخ. انه مهووس لعب ألعاب الفيديو ويظل في غرفته لدرجة أنه لم يعرف حتى متى طلعت الشمس عندما زكي ولوثر أخذاه خارج. عندما يأخذ شخص ما لعبة الفيديو بعيدا عنه، يصبح روي الغاضب حيث يصبح قوي جدا، ويستطيع  ثني القضبان المعدنية ورفع السيارة. وقد ظهر في حلقات «ليتل برو، مشكلة كبيرة» و «أشقاء التنافس».
- الدكتور ريكاردو (كارلوس لاكامارا) (الموسم 2-3): الطبيب الذي يزوره زيك ولوثر زيارة منتظمة الذين أحيانا لا يعطي أفضل الوصفات الطبية.
- إدي كوليتي (بول تي) (الموسم 3): صاحب ريوت سكيتس، الشركة التي ترعى مواهب زيك لوثر. ومن المعروف أن لديه مشكلة التعرق الكبرى.
- بريدجيت (كلوديا لي) (الموسم 3): نادلة في دون دوناتس وحبيبة لوثر. انها شخص عادية الحس، تحيط بها شخصيات مجنونة.

## الحلقات
| المواسم | المواسم | الحلقات                     | العرض الأصلي       | العرض الأصلي |
| المواسم | المواسم | الحلقات                     | العرض الأول للموسم | خاتمة الموسم |
| ------- | ------- | --------------------------- | ------------------ | ------------ |
| 1       | 21      | 15 يونيو 2009 (2009-06-15)  | 1 فبراير 2010      |              |
| 2       | 26      | 15 مارس 2010 (2010-03-15)   | 6 ديسمبر 2010      |              |
| 3       | 26      | 28 فبراير 2011 (2011-02-28) | 2 أبريل 2012       |              |

## البث
يتم بث البرنامج في جميع أنحاء العالم على قناة ديزني وديزني إكس دي .

### الموسم 1
وقد عرض العرض الأول في 15 أغسطس 2009 في أستراليا ونيوزيلندا، في 20 سبتمبر 2009 في كندا، في 3 أكتوبر 2009 في المملكة المتحدة وأيرلندا، في 15 نوفمبر 2009 في الهند، وفي 13 ديسمبر 2009 فيسنغافورة، وهونغ كونغ، والفلبين، وماليزيا.

### الموسم 2
عرض لأول مرة في 28 يونيو 2010 في أستراليا ونيوزيلندا، في 12 مارس 2010 في كندا، في 18 سبتمبر 2010 في المملكة المتحدة وايرلندا، في 15 يونيو 2010 في الهند، وفي 17 أبريل 2011 في سنغافورة، وهونغ كونغ، والفلبين، وماليزيا.

## وصلات إضافية
- الموقع الرسمي
- زيك ولوثر على موقع IMDb (الإنجليزية)
- زيك ولوثر على موقع ميتاكريتيك (الإنجليزية)
- زيك ولوثر على موقع روتن توميتوز (الإنجليزية)
- زيك ولوثر على موقع كينوبويسك (الروسية)
- زيك ولوثر على موقع ألو سيني (الفرنسية)
- زيك ولوثر على موقع قاعدة بيانات الفيلم (الإنجليزية)